# Rdeča sušica listavcev
Rdeča sušica listavcev je bolezen listavcev, ki jo povzroča gliva cinobrasta bradavička. Na zdravem drevju se redko pojavlja, pogostejša pa je kot sekundarna okužba, npr. po moniliji.

## Opis
Najpogosteje prizadane poganjke in konce vejic, od koder se širi proti razvejišču. Vejica postane povsem suha, zgrbančena, brez poprejšnjega sijaja mladega lubja in brez vidnih lenticel. Les izgubi prožnost in značilno barvo, potemni. Posušena skorja se lahko pojavi tudi okoli ran, pri čemer končni vejni brsti sprva niso poškodovani. 

## Varstvo rastlin
Cinobrasta bradavička velja za zajedavca šibkosti; to pomeni, da napade le oslabljena drevesa, navadno prizadeta zaradi mraza (mrazne razpoke) ali suše, zato so najboljši preprečevalni ukrepi zagotavljanje dovoljšnje količine vode in hranil, odstranjevanje poškodovanih vej in zapiranje ran po rezi ter redno pregledovanje (zlasti spomladi) in odstranjevanje okuženih delov rastline. Pri okuženih drevesih hitro napreduje, zato je treba veje zarezati globoko v zdrav les ter okužene vejice sežgati. Fungicidi ne izkazujejo velikega učinka.